# Kehtosjärvi
Kehtosjärvi är en sjö i Finland. Den ligger i kommunen Kittilä i landskapet Lappland, i den norra delen av landet, 900 km norr om huvudstaden Helsingfors. Kehtosjärvi ligger 215 meter över havet. Arean är 28,3 hektar och strandlinjen är 2,63 kilometer lång. Sjön  ingår i Kemi älvs huvudavrinningsområde. 